# Aravalli
Les muntanyes Aravalli és una serralada de l'ïndia de 500 km de longitud principalment al Rajasthan, però també a Haryana i Gujarat, Índia, que creuen de sud a nord-est. El seu punt més alt és el Mont Abu de 1.752 msnm, al sud-oest de la serralada. Diversos rierols formen el riu Chambal, afluent pel sud del riu Jamuna, tributari del Ganges. Les muntanyes eren plenes de selva però també hi havia zones de cultiu i fins i tot zones rocoses i arenoses. Els llocs més amagats eren habitats pels mers o mhairs, una ètnia aborigen.